# Chile pasado
El chile pasado es un platillo tradicional del norte de México, particularmente de los estados de Durango y Chihuahua. El chile pasado se elabora a partir del chile mirasol o también llamado chile verde o de la tierra y del chile chilaca en Chihuahua.  El término “pasado” se debe a que en gastronomía se refiere a un alimento donde se ha pasado su punto de cocción, como las pastas cuando se pasan y quedan blandas; también hace referencia a los alimentos que se han pasado de maduración o de su tiempo de consumo.

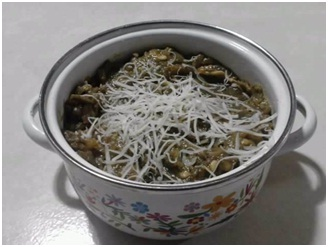
Tradicional guiso de chile pasado con queso tipo chihuahua.

## Origen
El origen de este platillo tiene lugar con los primeros pobladores del norte de México los cuales fueron indígenas seminómadas que subsistían por medio de la caza y de la recolección de nopales, órganos, mezquite y algunas hierbas. Después comenzaron a cultivar maíz, frijol y chile. 
Los colonos que se establecieron eran principalmente mineros, soldados y vaqueros, por lo mismo había pocas mujeres en las comunidades y la comida la cocinaban por lo general los hombres. Así, por necesidad, comenzó la técnica de secar los alimentos, ya que aprovechaban las breves temporadas de las cosechas para luego secarlos, generalmente al sol, ya que esto les garantizaba la existencia de alimentos para la temporada de frío o para enfrentar las sequías . Es así que surgieron alimentos tales como el chile pasado.
Aunque hoy las circunstancias han cambiado y se pueden conseguir alimentos en toda época, los sabores de antaño siguen arraigados en el paladar de los duranguenses, como es el caso del chile pasado.

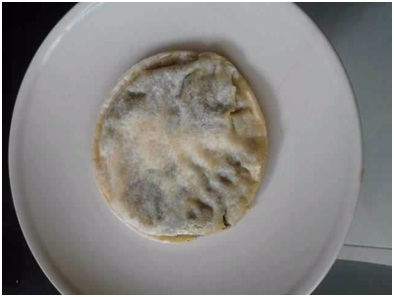
Gordita de maíz rellena con chile pasado.

## Elaboración del chile pasado
El proceso para convertir el chile poblano o verde a chile pasado requiere de tiempo. Para llevarlo a cabo es necesario asar los chiles a fuego lento, cuidando que no se quemen. Después se dejan enfriar para pelarlos sin quitar venas ni semillas. Después se ponen bajo el sol durante una semana aproximadamente para que se deshidraten, se deben voltear periódicamente para que se sequen por completo. Una vez que están totalmente deshidratados se meten en un costal o una bolsa de papel cuidando de no dejarlos en lugares con humedad. Se debe cuidar que los chiles estén bien secos ya que si no lo están, les pueden surgir hongos.

## Maneras de cocinarlo
Existen varias maneras de cocinarlo pero una de las más comunes es la siguiente: 
Se toman los chiles pasados que se deseen preparar y se ponen a remojar en un recipiente con agua caliente y sal, hasta que se hidraten y queden suaves. Posteriormente se les quitan las semillas y la cabeza o pezón, enjuagándolos con la misma agua. Después se van pasando a otro recipiente  para majarlos o machacarlos, de tal manera que resulten tiras delgadas. Enseguida en una sartén con aceite o manteca caliente se agrega cebolla, tomate y ajo picados al gusto, después se agrega el chile pasado en tiras y una vez que se ha terminado de guisar, se añade queso tipo chihuahua. Se puede acompañar con arroz y frijoles, o cualquier otro complemento que se desee.
También se puede preparar chile pasado con carne de res o de puerco, en vez de queso. Otra manera de comer chile pasado es rellenando gorditas de maíz con este guiso.